# قصعين أحمر الساق
قصعين أحمر الساق (الاسم العلمي:Salvia erythropoda) هو نوع من النباتات يتبع جنس القصعين من الفصيلة الشفوية.